# Petkov Breg
 Petkov Breg  falu Horvátországban Zágráb megyében. Közigazgatásilag Szamoborhoz tartozik.

## Fekvése
Zágrábtól 20 km-re délnyugatra, községközpontjától 11 km-re délkeletre fekszik.

## Története
A falunak 1857-ben 89, 1910-ben 204 lakosa volt. Trianon előtt Zágráb vármegye Szamobori járásához tartozott. A falunak  2011-ben 279 lakosa volt.

## Lakosság
| Lakosság változása | Lakosság változása | Lakosság változása | Lakosság változása | Lakosság változása | Lakosság változása | Lakosság változása | Lakosság változása | Lakosság változása | Lakosság változása | Lakosság változása | Lakosság változása | Lakosság változása | Lakosság változása | Lakosság változása | Lakosság változása |
| ------------------ | ------------------ | ------------------ | ------------------ | ------------------ | ------------------ | ------------------ | ------------------ | ------------------ | ------------------ | ------------------ | ------------------ | ------------------ | ------------------ | ------------------ | ------------------ |
| 1857               | 1869               | 1880               | 1890               | 1900               | 1910               | 1921               | 1931               | 1948               | 1953               | 1961               | 1971               | 1981               | 1991               | 2001               | 2011               |
| 89                 | 136                | 124                | 130                | 150                | 204                | 228                | 229                | 265                | 273                | 282                | 288                | 225                | 261                | 252                | 279                |

## Külső hivatkozások
- Szamobor hivatalos oldala
- Szamobor város turisztikai egyesületének honlapja